# ناتالیا ایشچنکو
ناتالیا ایشچنکو (به روسی: Наталья Ищенко - Natalia Ishchenko) ورزشکار زن رشتهٔ شنا موزون اهل کشور روسیه است. وی در بین سال‌های ‎۲۰۰۸ تا ۲۰۱۲ میلادی در مسابقات بازی‌های المپیک تابستانی در مجموع ۳ مدال طلا را کسب کرد.